# Munizipalität Mestia
Die Munizipalität Mestia (georgisch მესტიის მუნიციპალიტეტი, Mestiis munizipaliteti) ist eine Verwaltungseinheit (etwa entsprechend einem Landkreis) in der Region Mingrelien und Oberswanetien im Nordwesten Georgiens. Sie entspricht etwa der historischen Region Oberswanetien (georgisch Semo Swaneti).

## Geographie
Verwaltungszentrum der Munizipalität Mestia ist die namensgebende Minderstadt (georgisch daba, დაბა) Mestia. Im Süden bis Südosten wird die 3044,5 km² große Munizipalität von der Munizipalität Lentechi der Region Ratscha-Letschchumi und Niederswanetien begrenzt, im Südwesten von den Munizipalitäten Tschchorozqu und Zalendschicha, ebenfalls in der Region Mingrelien und Oberswanetien, und im Westen bis Nordwesten von den de jure existierenden Munizipalitäten Gali, Otschamtschire und – auf einem kurzen Abschnitt – Gulripschi der Autonomen Republik Abchasien (de facto entsprechende Rajons der nicht unter georgischer Kontrolle stehenden, nur von wenigen Staaten anerkannten Republik Abchasien, sowie der von dieser ausgewiesene Rajon Tkuartschal). Im Norden grenzt die Munizipalität Mestia an die Republiken Karatschai-Tscherkessien und Kabardino-Balkarien der Russischen Föderation.
Die Munizipalität nimmt das obere Tal des Enguri und seiner Zuflüsse von der Quelle bis zum oberen Teil des Enguri-Stausees ein. Im Norden wird das Gebiet vom höchsten Teil des Hauptkammes des Großen Kaukasus begrenzt, auf dessen Kamm die Staatsgrenze zu Russland verläuft. Der höchste Gipfel Elbrus liegt einige Kilometer jenseits der Grenze auf russischen Territorium, auf der Grenze jedoch die Fünftausender Schchara (5200 m, höchster Berg Georgiens) und Dschangitau (5085 m, auch Dschanga); weiter westlich erhebt sich die 4737 m hohe Uschba (die Höhenangaben aller höchsten Gipfel des Kaukasus variieren). In dem Gebiet befinden sich die meisten Gletscher Georgiens. Im Nordwesten zweigt vom Hauptkamm nach Süden entlang der Grenze zu Abchasien das Kodori-Gebirge mit der 3852 m hohen Maguaschircha ab.
Von der Munizipalität Lentechi im Süden, entsprechend der historischen Region Niederswanetien (georgisch Kwemo Swaneti), ist das Gebiet durch das bis zu 4009 m (Lahili oder Laila) hohe Swanetische Gebirge getrennt; in den Südwestteil der Munizipalität bis zum Enguri reicht das westliche Ende des weiter südlich parallel zum Swanetischen Gebirge verlaufende Egrissi-Gebirge, das in diesem Bereich mit zwei Gipfeln eine Höhe von 3170 m erreicht (Samotscherchola und Didgali-Dudi).

## Bevölkerung und Verwaltungsgliederung
Die Munizipalität hat 9.400 Einwohner (Stand: 2021). Die Einwohnerzahl war mit 9.316 Einwohnern (2014) gegenüber der vorangegangenen Volkszählung (14.248 Einwohner 2002) um über ein Drittel gesunken, mehr als das Doppelte über dem Landesdurchschnitt. Zuvor war die Einwohnerzahl bereits seit den 1970er-Jahren (maximal 17.801 Einwohner 1970) zurückgegangen.
Bevölkerungsentwicklung
Anmerkung: Volkszählungsdaten

Die Bevölkerung ist fast monoethnisch georgisch (etwa 99,8 % 2014).
Die größten Ortschaften neben dem Hauptort Mestia (1973 Einwohner) sind mit jeweils über 150 Einwohnern Chaischi, Idliani, Ienaschi, Lachami, Maseri, Mazchwarischi, Nakra, Qari, Sgurischi, Uschchwanari und Zwirmi (2014).
Die Munizipalität gliedert sich in den eigenständigen Hauptort Mestia sowie 16 Gemeinden (georgisch temi, თემი) mit insgesamt 156 Ortschaften, davon vier ohne ständige Einwohner:
| Gemeinde   | Anzahl Ortschaften | Einwohner (2014) |
| ---------- | ------------------ | ---------------- |
| Betscho    | 13                 | 761              |
| Chaischi   | 24                 | 798              |
| Ezeri      | 14                 | 480              |
| Idliani    | 4                  | 355              |
| Ipari      | 4                  | 236              |
| Kali       | 8 1                | 75               |
| Lachamula  | 11 2               | 249              |
| Latali     | 11                 | 779              |
| Lendscheri | 7                  | 657              |
| Mulachi    | 11                 | 608              |
| Nakra      | 11 2               | 297              |
| Pari       | 12                 | 227              |
| Tschuberi  | 10                 | 945              |
| Uschguli   | 5                  | 228              |
| Zchumari   | 6                  | 346              |
| Zwirmi     | 5                  | 302              |

## Geschichte
Das Gebiet der Munizipalität bildete nach dem Zerfall des Königreiches Georgien ungefähr in den heutigen Grenzen vom 16. Jahrhundert bis zur Annexion durch das Russische Reich 1864 im westlichen Teil das Fürstentum Dadeschkeliani-Swanetien, im östlichen Teil ein Gebiet ohne Feudalherrscher, das sogenannte Freie Swanetien. Beide waren locker insbesondere mit Mingrelien verbunden.
Während der Zugehörigkeit zum Russischen Reich bildete Oberswanetien den nördlichen Teil des Ujesds Letschchumi des Gouvernements Kutais mit Sitz in Zageri. 1921 wurde das Gebiet als Okrug Oberswanetien ausgegliedert und 1930 in einen Rajon umgewandelt (georgisch ზემო სვანეთის რაიონი, Semo Swanetis raioni; russisch Верхне-Сванетский район, Werchne-Swanetski rajon). 1953 erhielt er den Namen Mestia nach seinem Hauptort. Nach der Erlangung der Unabhängigkeit Georgiens wurde der Rajon 1995 der neu gebildeten Region Mingrelien und Oberswanetien zugeordnet und 2006 in eine Munizipalität umgebildet.

## Verkehr
Einzige Verkehrsachse der Munizipalität ist die Nationalstraße Sch7 (შ7), die von Sugdidi (dort befindet sich die nächstgelegene Bahnstation) über Dschwari dem Fluss Enguri und seinem rechten Nebenfluss Mulchuri als gut ausgebaute Straße bis Mestia aufwärts folgt. Weiter wechselt sie als unbefestigte Piste über den 1923 m hohen Ugyr-Pass wieder in das Tal des Enguri und folgt diesem bis in die höchstgelegene Gemeinde Uschguli. Der von dort weiter über den 2623 m hohen Sagaropass zwischen Swanetischem Gebirge und Kaukasus-Hauptkamm nach Niederswanetien (Munizipalität Lentechi) führende Fahrweg ist im Winter je nach Schneeverhältnissen nicht befahrbar, wurde jedoch zum östlichen Endstück der Nationalstraße aufgewertet. Ab dem Fluss Lasdili jenseits des Passes führt die Straße als Sch15 (შ15) den Fluss Zcheniszqali abwärts über Lentechi und Zageri sowie weiter über Zqaltubo nach Kutaissi.